# Denki Kagaku Kōgyō
Das Unternehmen Denki Kagaku Kōgyō K.K. (jap. 電気化学工業株式会社, dt. etwa: „Elektrochemietechnik-AG“, kurz Denka (電化/デンカ); im Englischen unübersetzt Denki Kagaku Kogyo Kabushiki Kaisha) ist ein japanisches Chemieunternehmen mit Hauptsitz in Tokio, Japan. Denka war am Chloropren-Kautschuk-Kartell von 1993 bis 2006 beteiligt. Die Firma ist überwiegend auf dem Gebiet der Chlorchemie tätig, das bekannteste Produkt ist VINI-TAPE, ein Polyvinylchlorid-Klebeband zur elektrischen Isolierung.